# レムニスケート周率
レムニスケート周率（レムニスケートしゅうりつ、英: lemniscate constant）とは、円周率の、ベルヌーイのレムニスケートにおける対応物である。レムニスケートを研究する過程で「発見」され、特にカール・フリードリヒ・ガウスが深く研究したとされる。

## 数学的な記述
通常は、ギリシャ文字のパイの小文字 π の異字体 ϖ（オメガの小文字 (ω) の上に横棒を1本つけたような形）で表され、実際の数値は、
ϖ = 2.622057554292119810464839589891...(オンライン整数列大辞典の数列 A062539)
（小数点以下30桁まで）である。なお、長さのパラメータ単位を1としたとき、レムニスケートの周長は、（円の周長が、円周率の倍の値であるのと同様に）レムニスケート周率の倍の値となる。
レムニスケート周率は、第一種完全楕円積分で表され、無理数でもあり、超越数でもある。
すなわち、次の式により求めることができる。
{\displaystyle \varpi =2\int _{0}^{1}{\frac {dr}{\sqrt {1-r^{4}}}}={\sqrt {2}}K\left({\frac {1}{\sqrt {2}}}\right)={\frac {\Gamma \left({\frac {1}{4}}\right)^{2}}{2^{3/2}\pi ^{1/2}}}}
ただし、ここで r は、レムニスケートの極座標表示
{\displaystyle r^{2}=\cos 2\theta \,}
の r である。
なお、これと対比して、円周率 π は、次の式で求めることができる。
{\displaystyle \pi =2\int _{0}^{1}{\frac {dx}{\sqrt {1-x^{2}}}}}
また、円周率に関するビエトの式：
{\displaystyle {\frac {2}{\pi }}={\sqrt {\frac {1}{2}}}\cdot {\sqrt {{\frac {1}{2}}+{\frac {1}{2}}{\sqrt {\frac {1}{2}}}}}\cdot {\sqrt {{\frac {1}{2}}+{\frac {1}{2}}{\sqrt {{\frac {1}{2}}+{\frac {1}{2}}{\sqrt {\frac {1}{2}}}}}}}\cdots }
に倣って、次式のような表現も可能である：
{\displaystyle {\frac {2}{\varpi }}={\sqrt {\frac {1}{2}}}\cdot {\sqrt {{\frac {1}{2}}+{\frac {1}{2}}{\bigg /}\!{\sqrt {\frac {1}{2}}}}}\cdot {\sqrt {{\frac {1}{2}}+{\frac {1}{2}}{\Bigg /}\!{\sqrt {{\frac {1}{2}}+{\frac {1}{2}}{\bigg /}\!{\sqrt {\frac {1}{2}}}}}}}\cdots }